# Oorlogskruis (Luxemburg)
Het Oorlogskruis 1940 - 1945 (Frans: Croix de Guerre) werd op 17 april 1945 door de Luxemburgse groothertogin Josephine Charlotte ingesteld. Het kruis lijkt sterk op het Belgische Oorlogskruis maar het is geen onderscheiding voor dapperheid. Luxemburg gaf door het kruis te verlenen een blijk van dankbaarheid voor de bevrijding van het groothertogdom. Het kruis werd verleend aan Luxemburgers en vreemdelingen die aan de strijd hebben deelgenomen.
Net als bij het Franse Oorlogskruis (Frans: "Croix de guerre") kent Luxemburg een palm voor eervolle vermeldingen. Deze palm werd op het lint van de  Orde van Militaire en Civiele Verdienste van Adolf van Nassau en niet op het Oorlogskruis gedragen.
De Oorlogskruisen in andere landen, waaronder Griekenland en Tsjecho-Slowakije zijn onder "Oorlogskruis" verzameld.
Dragers van het Oorlogskruis 1940- 1945
- Prins Bernhard der Nederlanden[1]

Het Oorlogskruis 1940 - 1945
Het achtpuntige kruis van Malta is van brons, het heeft acht bronzen ballen op de punten en een medaillon met de Brabantse leeuw. Als verhoging is een bronzen beugelkroon aangebracht.
Op het medaillon is een "C" afgebeeld, de keerzijde draagt het jaartal "1940". Ook op de palmen staat een kleine "L". Het lint is oranje met vier brede nassaublauwe strepen..
Het Oorlogskruis
Op 9 mei 1951 heeft de Luxemburgse regering een tweede Oorlogskruis, nu zonder jaartal, ingesteld. De onderscheiding is voor de volgende oorlogen gedacht. Het kruis is gelijk aan dat van het Oorlogskruis 1940 - 1945 maar het medaillon op de keerzijde is verschillend. Men koos voor een lauwerkrans. Het lint is gelijk.